# Samuel Eto'o
Samuel Eto'o Fils (* 10. března 1981 Douala) je bývalý kamerunský profesionální fotbalista, který hrával na pozici útočníka. Svoji hráčskou kariéru ukončil v září 2019, a to v dresu katarského klubu Qatar SC. Mimo jiné hájil barvy klubů FC Barcelona, Inter Milán nebo Chelsea. Mezi lety 1997 a 2014 odehrál také 118 utkání v dresu kamerunské reprezentace, ve kterých vstřelil 56 branek.
Eto'o je jediným fotbalistou, který dokázal získat treble (domácí ligu, domácí pohár a Ligu mistrů UEFA) dvakrát za sebou se dvěma různými týmy – v sezóně 2008/09 s Barcelonou, v sezóně 2009/10 s Interem Milán.
V září 2021 oznámil Samuel Eto'o svou kandidaturu na prezidenta Kamerunské fotbalové federace (Fecafoot). Dne 11. prosince 2021 se stal prezidentem Kamerunské fotbalové federace.

## Klubová kariéra

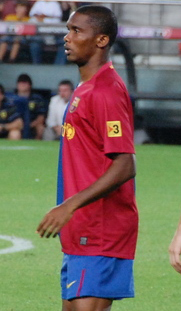
Eto'o v Barceloně (2008)

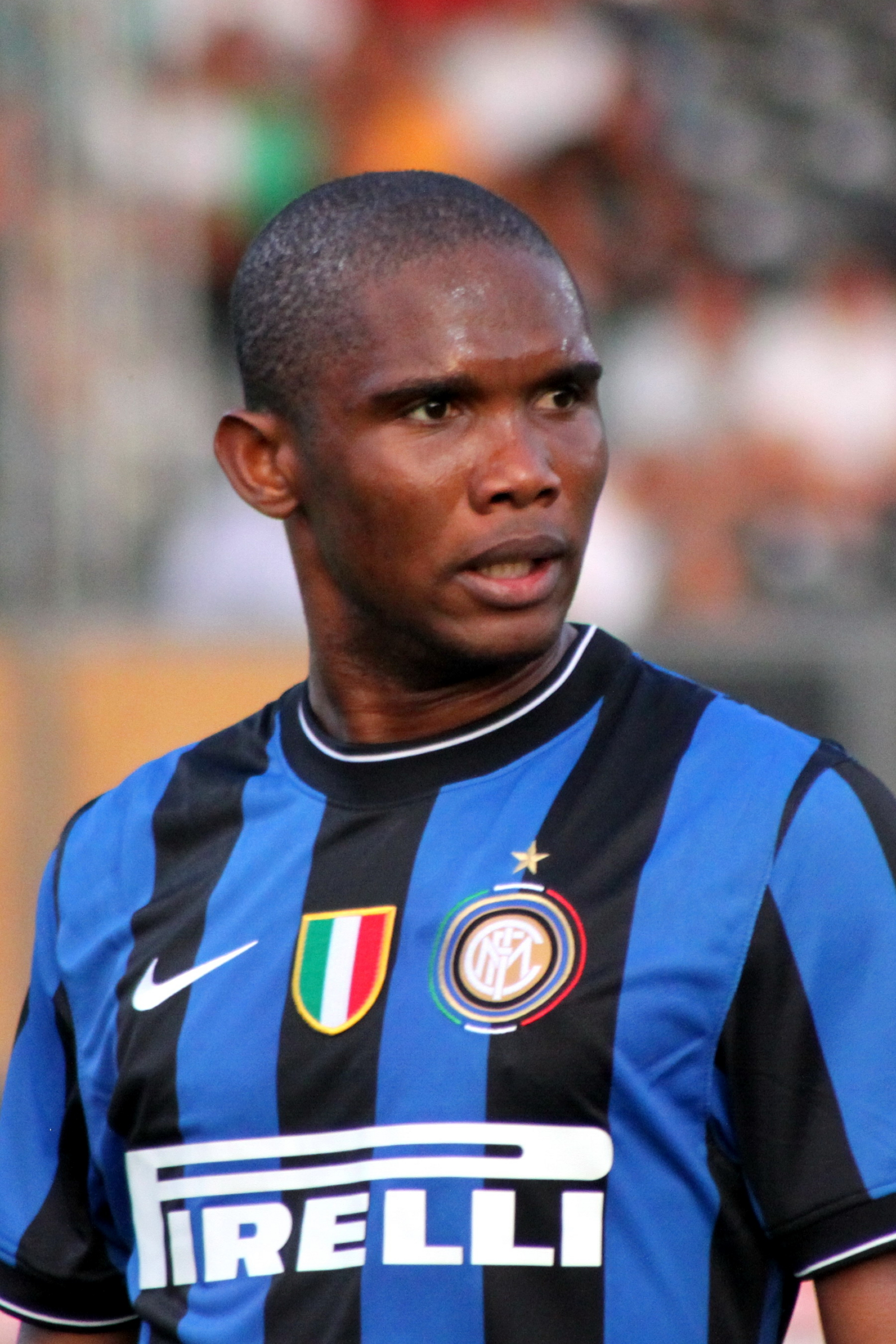
Eto’o v Interu Milán (2009)

### Real Madrid
V roce 1996 odešel z akademie Kadji do Realu Madrid. Na skauty tohoto klubu totiž zapůsobil během svého turné po Španělsku. Ihned odešel na hostování do divizního CD Leganés, aby nabral potřebné zkušenosti pro fotbal ve Španělsku. O rok později, v roce 1998 se opět zkoušel prosadit v Realu Madrid, nepovedlo se mu to a odešel na hostování do Espanyolu. V roce 1999 se jeho kariéra posunula o maličký kousíček dále, v Realu Madrid se objevil ve třech ligových zápasech.

### Mallorca
V srpnu roku 2000 odešel na další hostování. Tentokrát do ostrovního španělského klubu RCD Mallorca. A začal pomalu ukazovat, co v něm doopravdy je. Mallorca byla s jeho službami nadmíru spokojena a koupila jej od Realu Madrid, avšak madridský klub si ponechal na kamerunského fotbalistu předkupní právo. Za čtyři roky strávené v Realu Mallorca si udělal po celém Španělsku výborné jméno a stal se přestupovým cílem španělských i zahraničních velkoklubů.

### Barcelona
Souboj o Eto'a nakonec vyhrála FC Barcelona. Kamerunský útočník se do přístavního města Španělska stěhoval po vleklých jednáních za 24 milionů eur. Ve své první sezoně v novém klubu se mu střelecky dařilo na výbornou, jeho 24 branek výrazně pomohlo klubu k triumfu ve španělské Primera división. Při oslavách titulu se zviditelnil nešťastným prohlášením: Madridští bastardi, pozdravte šampióna.
V červnu roku 2005 s ním FC Barcelona úspěšně prodloužila kontrakt do roku 2010 za výrazně vylepšených podmínek. A Eto'o se odvděčil 26 brankami, čímž si o dva góly vylepšil svůj osobní rekord. Prožil úspěšnou sezonu 2005/2006 na jejímž konci byly dvě odměny - triumf ve španělské lize a Lize mistrů.
Sezonu 2006/2007 neodstartoval Samuel Eto'o ideálně, když ho Frank Rijkaard vystřídal o poločase španělského superpoháru proti Espanyolu Barcelona, cítil se být dotčený a s týmem neoslavil následný triumf. V záři si přivodil v utkání Ligy mistrů dlouhodobé zranění kolene a mimo hru byl přibližně půl roku, po návratu se zapříčinil o další skandál, když odmítl nastoupit na závěrečnou čtvrthodinu proti Santanderu. Po následné slovní přestřelce s Frankem Rijkaardem se situace uklidnila a Eto'o opět pomohl svými výkony barcelonskému týmu. Celkově vsítil 14 branek, což je přes jeho dlouhodobé zranění slušný počin.
Sezona 2008/09 byla pro Samuela asi nejvydařenější. Nastřílel 30 ligových branek a ještě vyhrál s týmem 3 trofeje (La ligu, Copa del Rey, Ligu mistrů), po této sezóně byl vyměněn do Interu Milán za Zlatana Ibrahimoviče a 46 milionů eur.

### Chelsea
V srpnu 2013 přestoupil z ruského klubu Anži Machačkala (působil zde dvě sezóny) do anglického mužstva Chelsea FC, kde podepsal smlouvu na rok. Sešel se tady s trenérem José Mourinhem, který jej vedl dříve v milánském Interu. 6. listopadu 2013 vstřelil 2 góly německému týmu FC Schalke 04 v základní skupině Ligy mistrů, Chelsea vyhrála 3:0. K první brance mu dopomohl svou hrubkou brankář hostí Timo Hildebrand, když podcenil jeho napadání a nastřelil jej, od kamerunského útočníka se pak míč odrazil do brány. 19. ledna 2014 vstřelil hattrick v ligovém šlágru proti Manchesteru United, zařídil tak výhru 3:1. Celkem si připsal během jediné sezóny v Chelsea FC 21 ligových startů a 9 vstřelených gólů.

### Everton
Koncem srpna 2014 přestoupil do Evertonu, kde podepsal dvouletou smlouvu.
Poté hrál jarní část sezony 2014/15 za italskou Sampdorii a v červnu 2015 posílil turecký klub Antalyaspor.

## Reprezentační kariéra

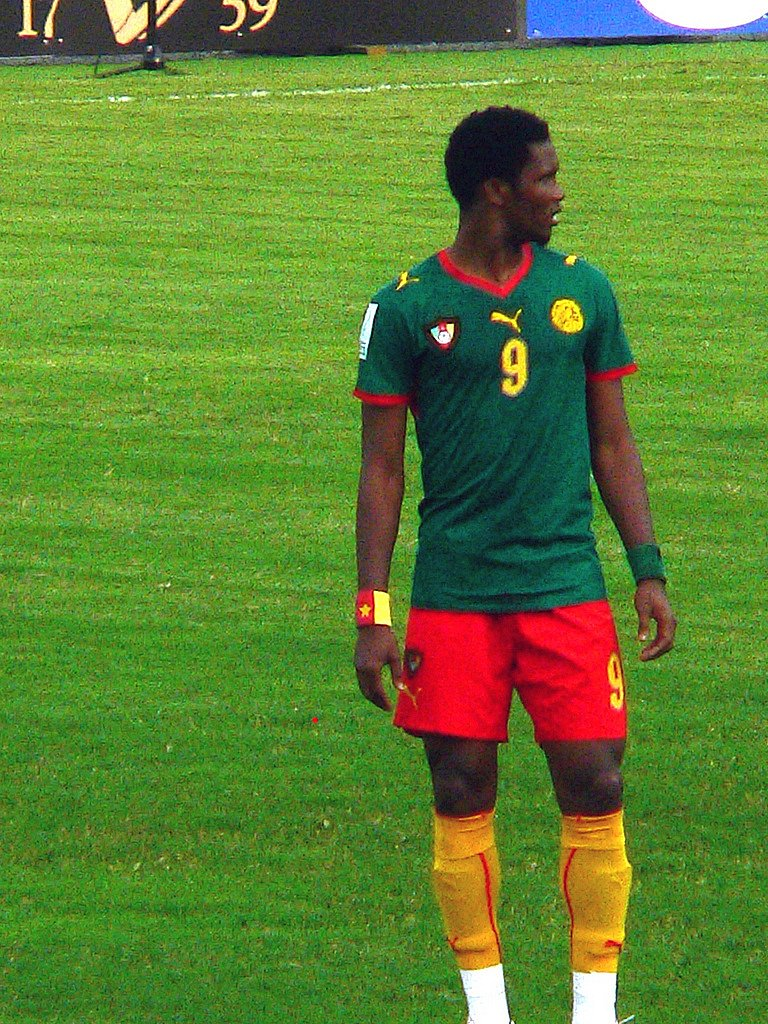
Samuel Eto'o v kamerunském dresu

V březnu roku 1997 v šestnácti letech debutoval za reprezentaci Kamerunu proti Kostarice. O rok později se zúčastnil mistrovství světa ve Francii jako nejmladší hráč turnaje. V roce 2000 vsítil svůj první gól na Africkém poháru národů, kde Kamerun nakonec zvítězil, stejně jako na Olympijských hrách o několik měsíců později. V roce 2002 jel na své druhé fotbalové mistrovství světa, tentokrát do Japonska a Koreji. Jeho reprezentační mužstvo však vypadlo už v základní skupině. Ještě v únoru téhož roku Kamerun obhájil podruhé za sebou prvenství na Africkém poháru národů. V roce 2005 zažil na poli reprezentačním velké zklamání, Kamerun nepostoupil z africké kvalifikace na MS 2006 v Německu. Na následující MS v JAR se už ale kamerunská reprezentace kvalifikovala a Eto'o si tak připsal svou třetí účast na závěrečném turnaji.
Na 26. Africkém poháru národů v Ghaně, 2008, se Samuelovi podařil překonat třicet osm let starý rekord Laurenta Pokoua z Pobřeží slonoviny v celkovém počtu vstřelených branek ve všech ročnících tohoto turnaje. Jeho současný rekord je 18 branek, druhý Pokou vstřelil o čtyři branky méně.

## Osobní život
Samuel Eto'o se 6. července 2007 oženil se svou dlouholetou přítelkyní Georgettou, mají spolu tři děti: Étienna, Maelle a Sienu. Má ještě jednu nemanželskou dceru Annie.

## Úspěchy

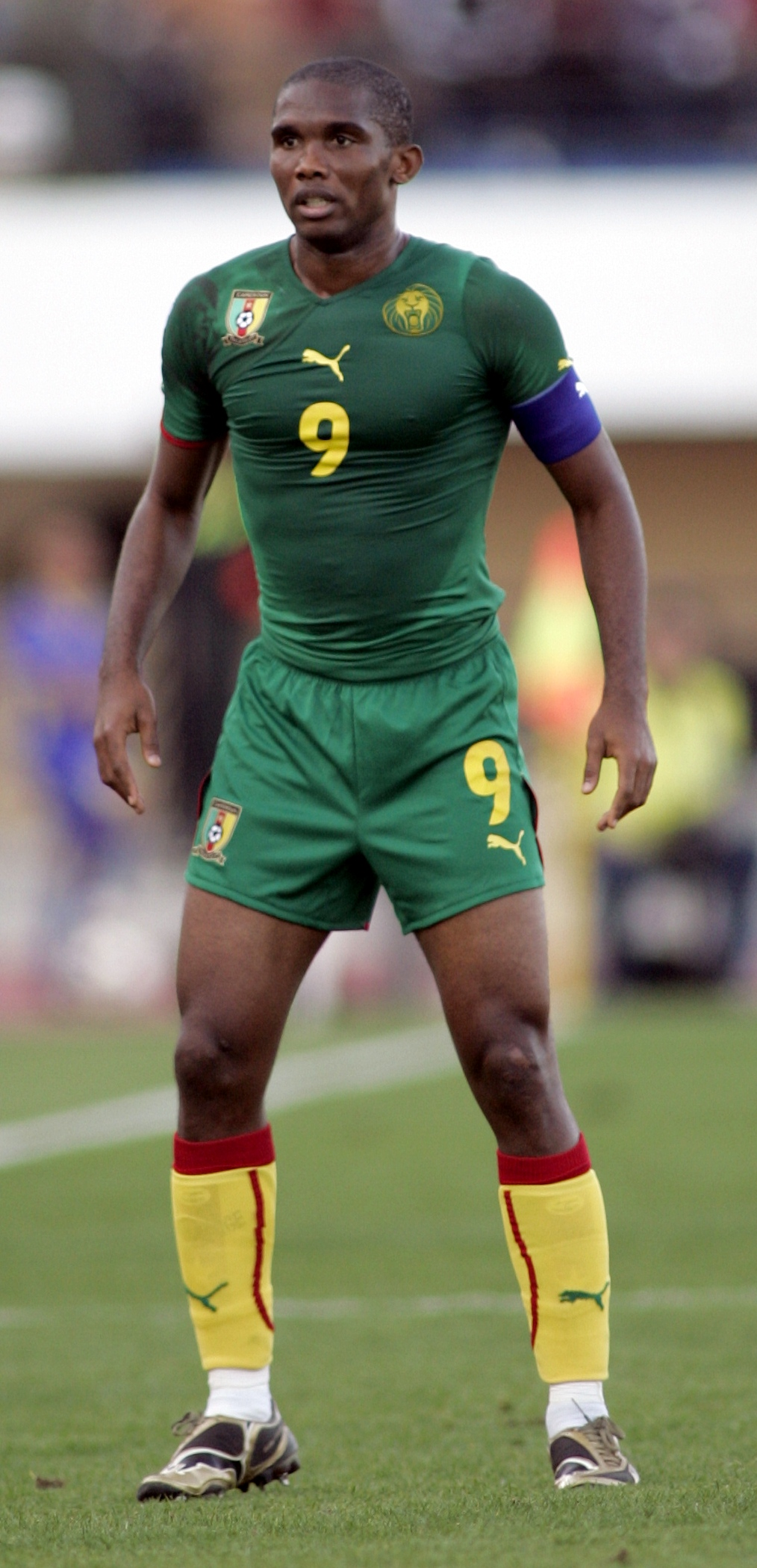
Samuel Eto'o v kamerunském dresu

### Klubové
Real Madrid
- 1× vítěz interkontinentálního poháru (1998)

RCD Mallorca
- 1× vítěz Copa del Rey (2002/03)

FC Barcelona
- 3× vítěz Primera división (2004/05, 2005/06, 2008/09)
- 2× vítěz španělského superpoháru (2006, 2007)
- 1× vítěz Copa del Rey (2008/09)
- 2× vítěz Ligy mistrů (2005/06, 2008/09)

Inter Milán
- 1× vítěz Serie A (2009/10)
- 1× vítěz Coppa Italia (2010)
- 1× vítěz Supercoppa Italiana (2010)
- 1× vítěz Mistrovství světa ve fotbale klubů (2010)
- 1× vítěz Ligy mistrů (2009/10)

### Reprezentační
- 2× vítěz Afrického poháru národů - (2000, 2002)
- 1× zlato z LOH 2000

### Individuální ocenění
- Africký fotbalista roku (2003, 2004, 2005, 2010)
- Nejlepší střelec španělské nejvyšší soutěže (2006)
- Nominován mezi tři nejlepší hráče podle FIFA (2005)
- Historicky nejlepší střelec Afrického poháru národů (2008)
- Nejlepší útočník Ligy mistrů (2006)